# Мохамед Абдел Шафи
Мохамед Абдел Шафи Саид Абузид (арап. محمد عبد الشافي‎‎‎‎, романизовано Mohamed Abdel-Shafy Said Abouzid; Каиро, 1. јул 1985) професионални је египатски фудбалер који игра на позицијама левог бека.

## Клупска каријера
Мухамед Абдел Шафи је професионалну каријеру започео у редовима каирског клуба ЕНППИ, одакле је након две сезоне прешао у Газл ел Махалу из Махале ел Кубре. Године 2009. прелази у редове Замалека са којим осваја титулу националног првака у сезони 2014/15, те три трофеја намењена победнику националног купа.
Од 2015. игра за саудијски Ал Ахли из Џеде са којим је у сезони 2015/16. освојио национално првенство. 

## Репрезентативна каријера
За сениорску репрезентацију Египта дебитовао је у пријатељској утакмици против Малавија играној 29. децембра 2009. године. Већ наредне године одиграо је све утакмице на турниру Афричког купа нација у Анголи на којем је селекција Египта освојила златну медаљу. У полуфиналној утакмици против Алжира постигао је свој први, и до сада једини, погодак у националном дресу. 
За репрезентацију је наступио и на Светском првенству 2018. у Русији. Дебитантску утакмицу на светским првенствима одиграо је у првом колу групе А против Уругваја 15. јуна, одиграо је цео меч. 